# گل‌بهشتیان
گل‌بهشتیان (نام علمی: Strelitziaceae) نام یک تیره از راسته زنجبیل‌سانان است.